# Boloria semipallida
Boloria semipallida är en fjärilsart som beskrevs av Nessling 1925. Boloria semipallida ingår i släktet Boloria och familjen praktfjärilar. Inga underarter finns listade i Catalogue of Life.